# Mozarts Kindergeige

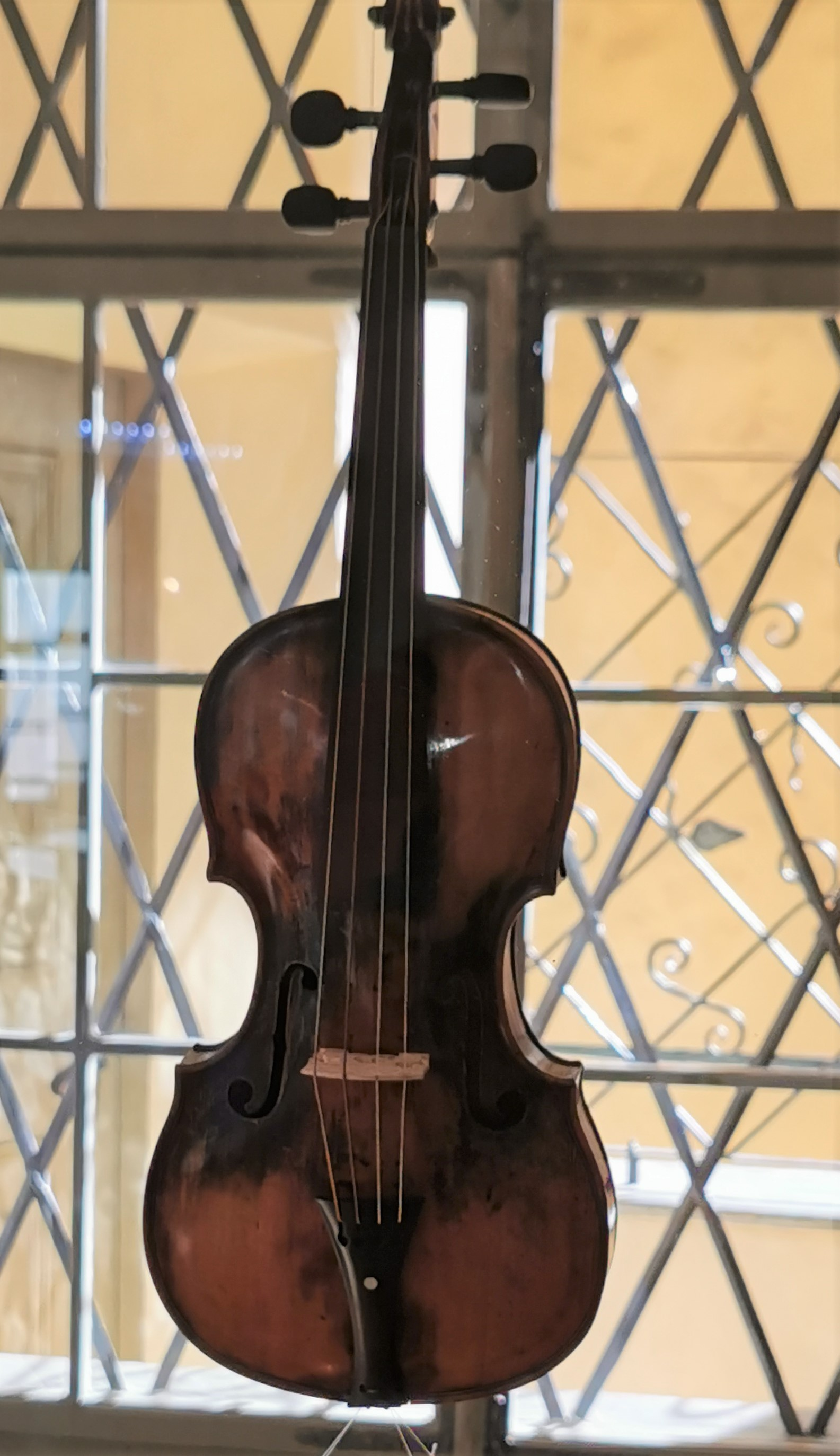
Kindergeige von Wolfgang Amadeus Mozart

Mozarts Kindergeige wurde vom österreichischen Geigen- und Lautenmacher Andreas Ferdinand Mayr geschaffen, der im Geigenmacherhaus Salzburg, Steingasse Nr. 25, seine Werkstätte hatte.
Gebaut wurde die Geige in den 1740er-Jahren, wahrscheinlich um 1746. Das Instrument liegt größenmäßig zwischen einer Viertel- und einer Halbgeige. Der Name des Erbauers ist auf einem Zettel im Inneren der Geige vermerkt. Am 24. April 1792 berichtete der Hoftrompeter Johann Andreas Schachtner in einem Brief an Marianne Berchtold zu Sonnenburg, wie der vierjährige Mozart auf diesem Instrument gespielt hatte. Schachtner hatte auch eine Geige, die einen sehr weichen Klang von sich gab, Mozart hatte sie daher „Buttergeige“ genannt.
Nachweislich befand sich Mozarts Kindergeige bis 1820 im Besitz von Mozarts Schwester Maria Anna Mozart (Nannerl). Über Umwege gelangte das Instrument 1877 in den Besitz des österreichischen Botschafters beim Heiligen Stuhl in Rom, Ludwig von Paar. Sein Sohn übergab die Geige 1896 der Internationalen Stiftung Mozarteum, in deren Besitz sich die Geige seitdem befindet. Sie ist im Hagenauerhaus ausgestellt.
Im April 2018 wurde die Geige von Anna Cäcilia Pföß beim Staatsbesuch des österreichischen Bundespräsidenten Alexander Van der Bellen in der Volksrepublik China gespielt. Das Vorspiel fand im Rahmen eines Staatsbanketts statt, das Staatspräsident Xi Jinping ausgerichtet hatte.